# Szigla
A szigla (latinul sigil vagy ritkábban siglum, többes szám: sigla) a latin singulae litterae (egyedi betűk) kifejezésből származó műszó, mely egy vagy több szó betűkkel (vagy más grafikus elemekkel) történő rövidítését jelenti. Antik és középkori szövegekben használták, némelyik (például az &) a mai napig használatban van. A pénzeken mint az egyes verőhelyek, kibocsátások jelölései vagy mint ellenőrzőjegyek jelentek meg.